# Enrique Benavent Vidal
Enrique Benavent Vidal (ur. 25 kwietnia 1959 w Quatretonda) – hiszpański duchowny katolicki, biskup Tortosy w latach 2013–2022, arcybiskup metropolita Walencji od 2022.

## Życiorys

### Prezbiterat
Święcenia kapłańskie otrzymał 8 listopada 1982 i został inkardynowany do archidiecezji walenckiej. Pracował przede wszystkim jako wykładowca walenckiego seminarium duchownego oraz wydziału teologicznego. Był także m.in. delegatem biskupim ds. duszpasterstwa powołań.

### Episkopat
8 listopada 2004 papież Jan Paweł II mianował go biskupem pomocniczym archidiecezji Walencji, ze stolicą tytularną Rotdon. Sakry biskupiej udzielił mu 8 stycznia 2005 kard. Agustín García-Gasco Vicente.
17 maja 2013 papież Franciszek mianował go biskupem ordynariuszem diecezji Tortosa. Ingres odbył się 13 lipca 2013.
10 października 2022 papież Franciszek przeniósł go na urząd arcybiskupa metropolity Walencji.